# 宋佳城
宋佳城（1960年—），男，汉族。清华大学EMBA，高级工程师，海湾集团创始人、现为中消云集团董事长，是第十一届全国政协委员。

## 简介
宋佳城在1993年创办海湾集团，2005年海湾集团在香港上市，领导该集团成为了当时中国国内消防行业的第一名。2012年，宋佳城二次创业选择加入泰和安科技（系中消云集团前身），现为中消云集团董事长。
曾在2008年，当选为第十一届全国政协委员，代表中华全国工商业联合会，分入第二十二组。